# Webster (Pensilvania)
Webster es un lugar designado por el censo ubicado en el condado de Westmoreland en el estado estadounidense de Pensilvania. En el año 2010 tenía una población de 255 habitantes.

## Geografía
Webster se encuentra ubicado en las coordenadas 40°11′5″N 79°50′57″O / 40.18472, -79.84917.. Según la Oficina del Censo de los Estados Unidos, Webster tiene una superficie total de 0,65 mi² (1,7 km²), de la cual 0,58 mi² (1,5 km²) corresponden a tierra firme y 0,04 mi² (0,1 km²) es agua.